# 신정사회당
신정사회당(新政社會黨)은 1982년에 창당하여 1986년 5월에 신한민주당과 합당하여 해산된 대한민국의 중도자유진보주의 성향 정당이다.